# Matthieu Silvaticus
Pour les articles homonymes, voir Matthieu et Silvaticus.
Matthieu Silvaticus (en latin : Matthaeus Silvaticus) (* 1280 ; † 1342), est un médecin et botaniste médiéval écrivant en latin, qui a enseigné à l'École de médecine de Salerne. Il est connu pour son œuvre encyclopédique, l'Opus pandectarum medicinae.